# Dina Chuquimia
Dina Agustina Chuquimia Alvarado (La Paz, Bolivia; 5 de mayo de 1970) es una periodista y catedrática boliviana. Actualmente es la Vocal del Tribunal Supremo Electoral de Bolivia desde el 30 de abril de 2021 en representación directa del Presidente de Bolivia. Se desempeñó ya anteriormente también en el mismo cargo desde 17 de enero de 2011 hasta su renuncia del 28 de mayo de 2015.

## Biografía
Dina Chuquimia nació en La Paz el 5 de mayo de 1970. Estudio comunicación social en la Universidad Mayor de San Andrés (UMSA) donde se graduó como periodista de profesión. Obtuvo un diplomado y una maestría en educación superior.
Dina Chuquimia inició su vida profesional, trabajando en diferentes radios de la ciudad de El Alto y de La Paz, entre ellas: Radio El Cóndor, Radio Cruz del Sur, Radio Integración, Radio Illimani entre otras. El año 2004, Chuquimia ingresó a trabajar a la alcaldía alteña como  directora de comunicación del Gobierno Autónomo Municipal de El Alto (GAMEA) durante la gestión edil del alcalde José Luis "Pepelucho" Paredes Muñoz.
Ingresó también al ámbito educativo, como catedrática universitaria en la Universidad Pública de El Alto (UPEA).

### Vocal de Tribunal Supremo Electoral (2011-2015)
El año 2010, Chuquimia se presentó a la convocatoria que lanzó la Asamblea Legislativa Plurinacional para elegir a nuevos vocales electorales.  
El 14 de enero de 2011, la Asamblea Legislativa Plurinacional de Bolivia (ALP) designó como vocal electoral y con más de dos tercios (113 votos) a la comunicadora social paceña Dina Chuquimia. Pocos días después, ya el 17 de enero de 2011, el entonces Presidente de la Cámara de Senadores de Bolivia René Martínez Callahuanca posesionó a Dina Chuquimia en el cargo de vocal titular del Tribunal Supremo Electoral (TSE).
El 7 de diciembre de 2019,  Dina Chuquimia se presentó a la convocatoria a candidatos que lanzó la Asamblea Legislativa Plurinacional de Bolivia (ALP) para la elección de nuevos vocales electorales, pero Chuquimia no logró salir electa por la Asamblea Legislativa.

### Vocal del Tribunal Supremo Electoral (2021-presente)
El 30 de abril de 2021, el presidente de Bolivia designa a la comunicadora social paceña Dina Chuquimia en el cargo de presidenta del Tribunal Supremo Electoral (TSE).